# Tuberaria guttata
Tuberaria guttata — плямиста ечеверія, однорічна рослина Середземномор'я. Також іноді зустрічається в Ірландії і Уельсі. Характерна пляма біля основи пелюстки рослини дуже мінливе своїм розміром та інтенсивністю кольору.

## Опис
Tuberaria guttata сягає 2-30 сантиметрів заввишки. Розетка його базального листя має довжину до 3 см і ширину 1,5 см. Ця розетка зазвичай в'яне на той час, поки рослина квітне. Стебла мають від 2 до 5 протилежних пар листя, і кілька менших вище, розташованих навперемінно.
Суцвіття налічує близько 12 квіток діаметром 8-12 мм. У кожної квітки є п'ять нерівних чашолистків і п'ять жовтих пелюсток, зазвичай з темно-червоною плямою біля основи. Квіти є клейстогамними, виробляють мало пилку і нектару, зваблюючи мало комах. Пелюстки опадають через кілька годин. У середині квітки є близько 20 тичинок і стигма.
Плід Tuberaria guttata це капсула, що містить багато насінин, кожне завдовжки 0,6 міліметра.

## Таксономія
Уперше цей вид описав Карл Лінней як Cistus guttatus, у праці «Species Plantarum» 1753 року. У рід Tuberaria його перевів Жюль П'єр Фурро 1868 року. Валлійські популяції як окремий вид 1844 року описав французький ботанік Жюль Еміль Планшон. Він назвав рослину Helianthemum Breweri, на честь Семюеля Брювера.